# Курниково (Орловская область)
Курниково — деревня в Урицком районе Орловской области России.
Входит в состав Архангельского сельского поселения.

## География
Расположена восточнее посёлка Теляково-Смородинка и южнее деревни Шахово.
В Курниково имеется одна улица — Октябрьская.

## Население
| 2010 |
| ---- |
| 8    |